# Nobody passes perfectly
|  | Denne artikel er oprettet af botten PalnaBot ud fra en ekstern database. Den kan derfor have sproglige fejl eller mangler. Denne skabelon kan fjernes efter kontrol af indholdet. |

Nobody passes perfectly er en film instrueret af Saskia Bischoff Bisp.

## Handling
»Nobody Passes Perfectly« er en subtil, humoristisk og indsigtsfuld film om at turde forandre sig, grundlæggende og afgørende. I smukke filmiske tableauer inviterer debuterende instruktør Saskia Bisp publikum til steder, hvor kønnet ikke er en fastsat og låst størrelse, der dikteres af biologien, men derimod en meget personlig del af en selv, som kan udfordres, undersøges og ændres. Mød Tomka, som er midt i en radikal forvandling fra kvinde til mand. Han lever i et meget kærligt og intimt forhold med sin lesbiske kæreste Lotte, og sammen prøver de at forestille sig, hvad forandringen vil betyde for dem. Og mød Erik, som engang var en heteroseksuel kvinde, og som endelig har valgt et liv som mand.